# Paullinia uchocacha
Paullinia uchocacha är en kinesträdsväxtart som beskrevs av Macbride. Paullinia uchocacha ingår i släktet Paullinia och familjen kinesträdsväxter. Inga underarter finns listade i Catalogue of Life.